# جيمس سانغالا
جيمس سانغالا (بالإنجليزية: James Sangala)‏ (20 أغسطس 1986 مالاوي - ) هو لاعب كرة قدم ملاوي، يلعب كمدافع، شارك في كأس الأمم الأفريقية 2010.

## روابط خارجية
- جيمس سانغالا على موقع قاعدة بيانات كرة القدم.إي يو (الإنجليزية)
- جيمس سانغالا على موقع ناشيونال فوتبول تيمز (الإنجليزية)